# KickSat

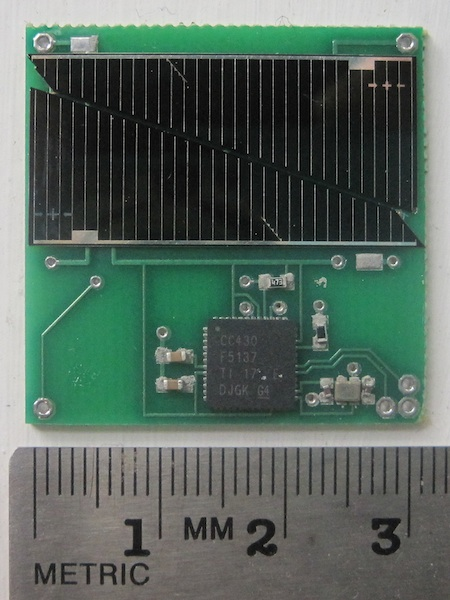
KickSat Sprite prototipo.

KickSat es un pequeño proyecto de satélite artificial (femtosatellite) que fue inaugurado a principios de octubre del 2011, con el objetivo de poner en marcha un gran número de pequeños satélites de un CubeSat. Los satélites se han caracterizado por ser el tamaño de un sello de correos.
y también como del "tamaño de una galleta".
El lanzamiento de la misión fue el 18 de abril de 2014.

## Historia
El proyecto nace bajo la "financiación en masa" a través de Kickstarter.
Como parte del atractivo estuvo en ofertar un "vuelo espacial personal" , la posibilidad de operar con eficacia y solvencia económica propia para el operamiento del propio satélite.

## Diseño
En su configuración mínima, cada femtosatellite será diseñado para enviar un mensaje muy corto (unos pocos bytes de longitud) a una red de estaciones terrestres.
Kits firmware de desarrollo fueron enviados a los donantes que han contribuido lo suficiente para calificar en la personalización de su propio Sprite.
Los Sprites se pueden organizar en flotas, uno de ellos será nombrado por La Sociedad Interplanetaria Británica.
El London Hackspace ha comenzado a trabajar en su propia estación de tierra.

## Misión Inaugural
KickSat tiene previsto su lanzamiento en una ISS misión comercial de reabastecimiento, SpaceX CRS-3, el 15 de enero de 2014.